# Белиње (Ен)
Белиње (фр. Béligneux) је насељено место у Француској у региону Рона-Алпи, у департману Ен (Рона-Алпи).
По подацима из 2011. године у општини је живело 3040 становника, а густина насељености је износила 228,57 становника/km².

## Демографија
| 1962. | 1968. | 1975. | 1982. | 1990. | 2011. |
| ----- | ----- | ----- | ----- | ----- | ----- |
| 1.138 | 1.022 | 1.341 | 1.486 | 2.319 | 3.040 |